# Белое (озеро, Островецкий район)
Белое (бел. Белае) — озеро в Белоруссии, находится на территории Островецкого района Гродненской области.
Площадь водного зеркала — 34 га. Размеры озера — 1,05 на 0,39 км. Длина береговой линии — 2,8 км. Средняя глубина равна 2,03 м, максимальная достигает 4 м. Объём воды — 0,69 млн м³. Лежит на высоте 131,1 м над уровнем моря.
Озеро лежит между деревнями Белая Вода, Малое Туровье и Борово в лесном массиве. Входит в цепочку озёр (соседние — Клевье и Туровейское), занимающих низкие участки вытянутой котловины ледникового происхождения. Вытянуто с северо-запада на юго-восток. Северный берег частично заболочен. Через озеро протекает река Сорочанка — приток Вилии.
Летом в водах озера наблюдается дефицит кислорода, концентрация которого достигает минимума в придонных слоях. По данным на 2010 год, в мае концентрация хлорофилла в водах — 24,2±2,1 мкг/л. Из водорослей преобладает Uroglenopsis apiculata, составляющий до 42,5 % биомассы.
Вокруг всей группы озёр организован заказник «Сарочанские озёра».